# Oscarsgalan 1982
Oscarsgalan 1982 var den 54:e upplagan av Academy Awards som belönade insatser inom film från 1981 och sändes från Dorothy Chandler Pavilion i Los Angeles den 29 mars 1982. Årets värd var Johnny Carson.

## Vinnare och nominerade
Vinnarna listas i fetstil.
| Bästa film | Bästa regi |
| --- | --- |

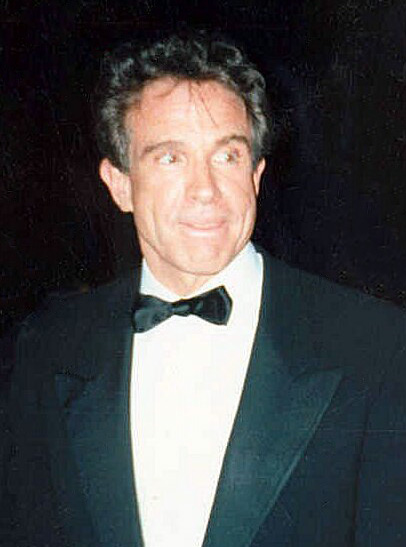
Warren Beatty
Bästa regi

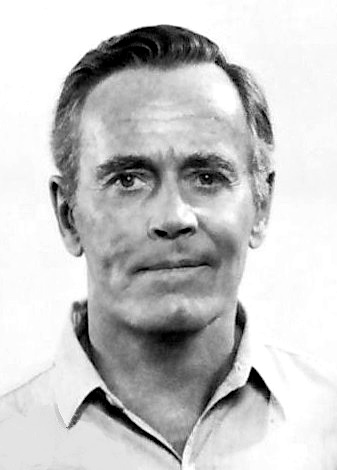
Henry Fonda
Bästa manliga huvudroll

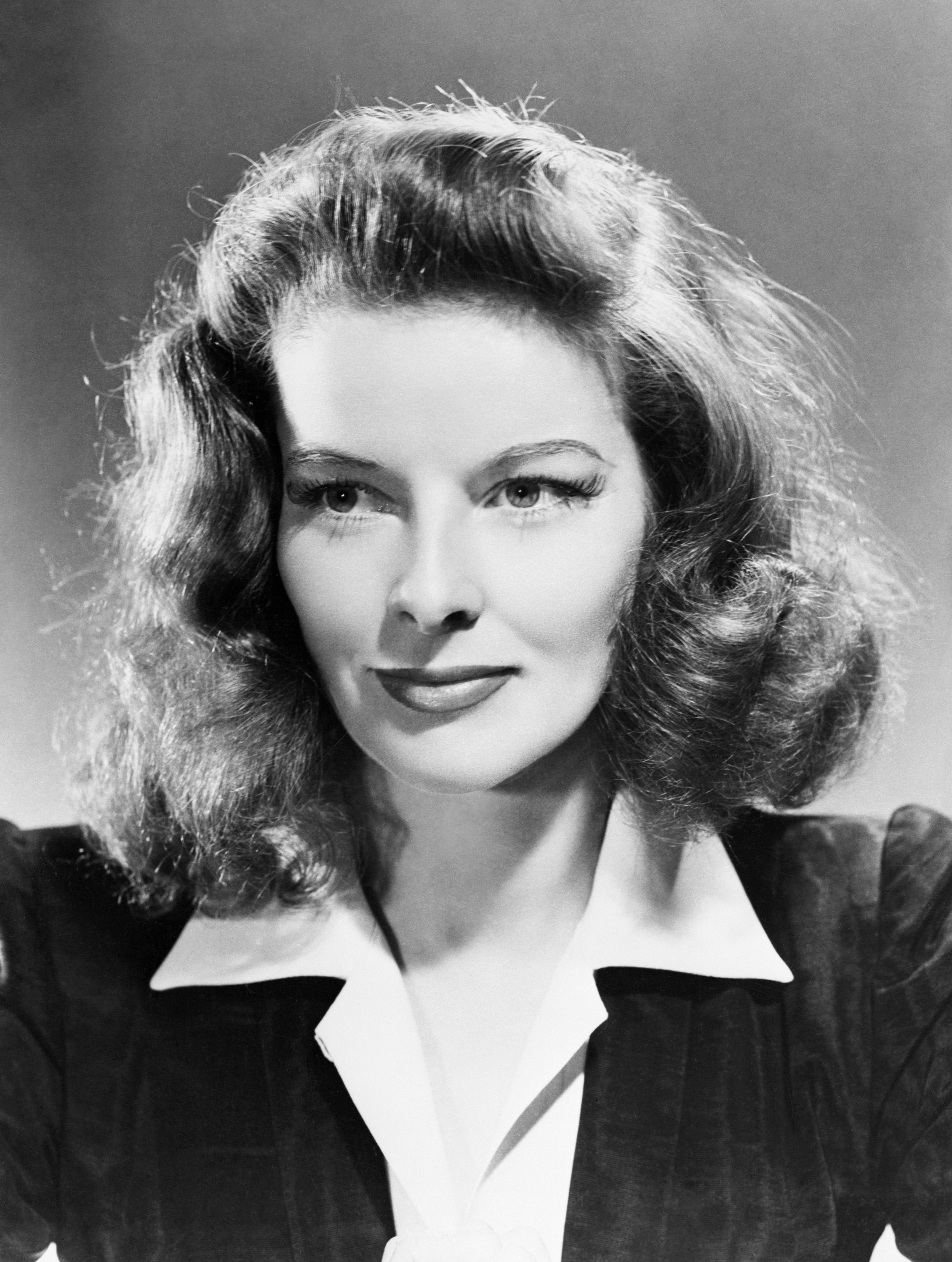
Katharine Hepburn
Bästa kvinnliga huvudroll

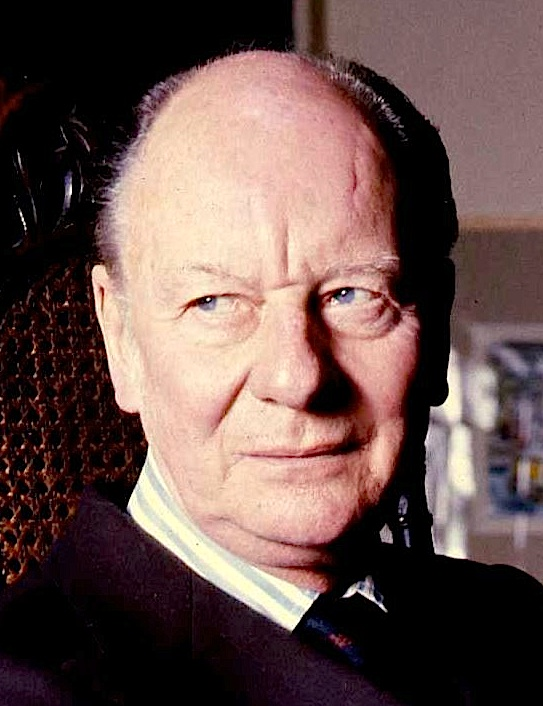
John Gielgud
Bästa manliga biroll

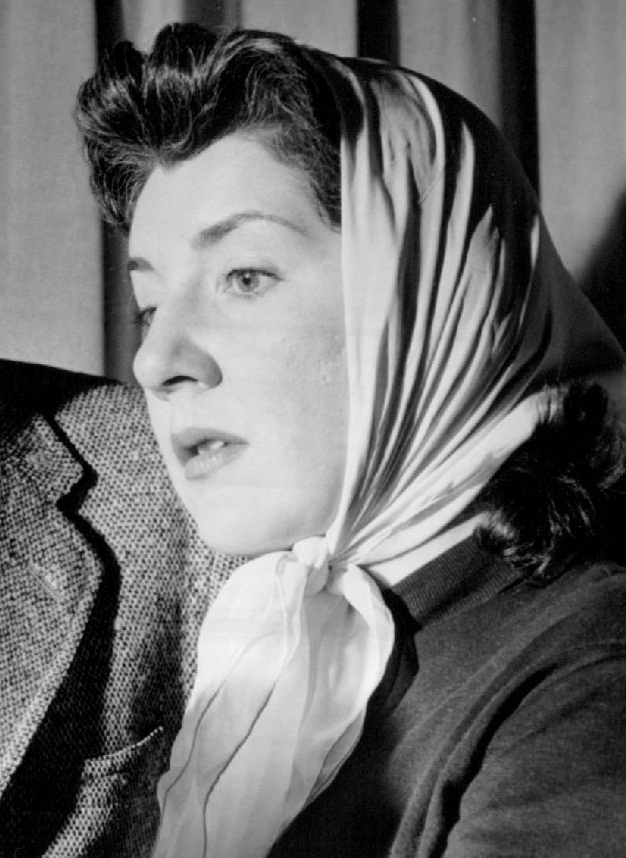
Maureen Stapleton
Bästa kvinnliga biroll

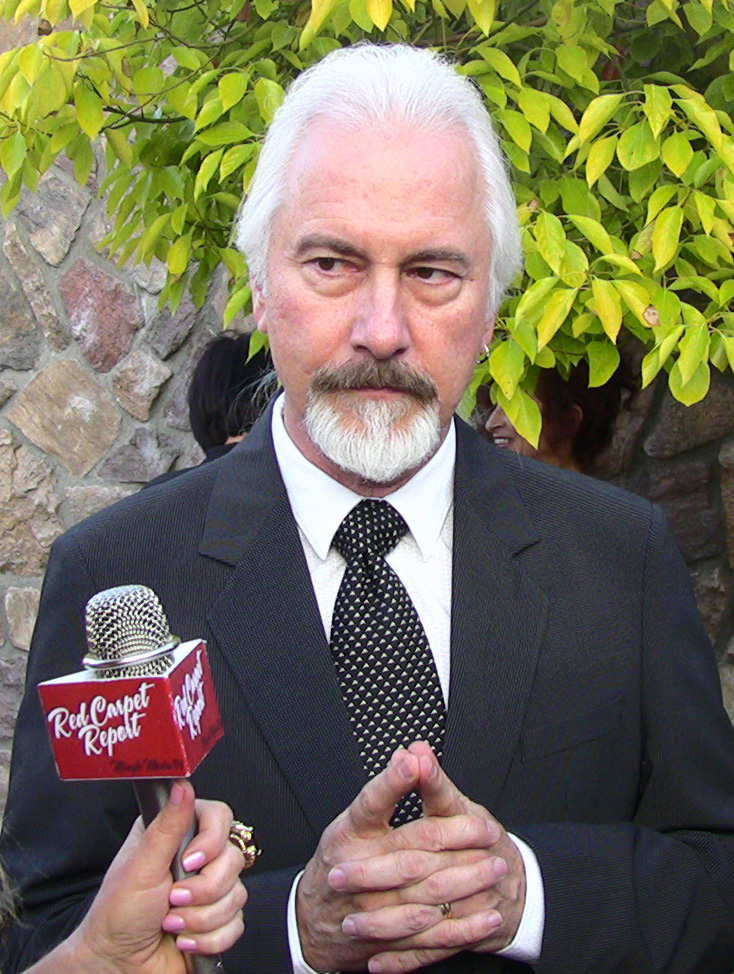
Rick Baker
Bästa smink

| - Triumfens ögonblick – David Puttnam - Atlantic City, U.S.A. – Denis Héroux - Sista sommaren – Bruce Gilbert - Jakten på den försvunna skatten – Frank Marshall - Reds – Warren Beatty | - Warren Beatty – Reds - Hugh Hudson – Triumfens ögonblick - Louis Malle – Atlantic City, U.S.A. - Mark Rydell – Sista sommaren - Steven Spielberg – Jakten på den försvunna skatten |
| Bästa manliga huvudroll | Bästa kvinnliga huvudroll |
| - Henry Fonda – Sista sommaren - Warren Beatty – Reds - Burt Lancaster – Atlantic City, U.S.A. - Dudley Moore – En brud för mycket - Paul Newman – Utan ont uppsåt | - Katharine Hepburn – Sista sommaren - Diane Keaton – Reds - Marsha Mason – Bara när jag skrattar - Susan Sarandon – Atlantic City, U.S.A. - Meryl Streep – Den franske löjtnantens kvinna |
| Bästa manliga biroll | Bästa kvinnliga biroll |
| - John Gielgud – En brud för mycket - James Coco – Bara när jag skrattar - Ian Holm – Triumfens ögonblick - Jack Nicholson – Reds - Howard E. Rollins Jr. – Ragtime | - Maureen Stapleton – Reds - Melinda Dillon – Utan ont uppsåt - Jane Fonda – Sista sommaren - Joan Hackett – Bara när jag skrattar - Elizabeth McGovern – Ragtime |
| Bästa originalmanus | Bästa manus efter förlaga |
| - Triumfens ögonblick – Colin Welland - Utan ont uppsåt – Kurt Luedtke - En brud för mycket – Steve Gordon - Atlantic City, U.S.A. – John Guare - Reds – Warren Beatty och Trevor Griffiths | - Sista sommaren – Ernest Thompson - Den franske löjtnantens kvinna – Harold Pinter - Pennies from Heaven – Dennis Potter - Prince of the City – Jay Presson Allen och Sidney Lumet - Ragtime – Michael Weller |
| Bästa icke-engelskspråkiga film | Bästa ljud |
| - Mephisto (Ungern) - Livbåten är full (Schweiz) - Järnmannen (Polen) - Den orena floden (Japan) - Tre bröder (Italien) | - Jakten på den försvunna skatten – Bill Varney, Steve Maslow, Gregg Landaker och Roy Charman - Sista sommaren – Richard Portman och David M. Ronne - Outland – John Wilkinson, Robert W. Glass Jr., Robert Thirlwell och Robin Gregory - Pennies from Heaven – Michael J. Kohut, Jay M. Harding, Richard Tyler och Al Overton Jr. - Reds – Dick Vorisek, Tom Fleischman och Simon Kaye |
| Bästa dokumentär | Bästa kortfilmsdokumentär |
| - Genocide – Arnold Schwartzman och Marvin Hier - Against Wind and Tide: A Cuban Odyssey – Susanne Bauman, Paul Neshamkin och Jim Burroughs - Brooklyn Bridge – Ken Burns - Eight Minutes to Midnight: A Portrait of Dr. Helen Caldicott – Mary Benjamin, Susanne Simpson och Boyd Estus - El Salvador: Another Vietnam – Glenn Silber och Teté Vasconcellos                      | - Close Harmony – Nigel Noble - Journey for Survival – Dick Young - See What I Say – Linda Chapman, Pam LeBlanc och Freddi Stevens - Americas in Transition – Obie Benz - Urge to Build – Roland Hallé och John Hoover |
| Bästa kortfilm | Bästa animerade kortfilm |
| - Violet – Paul Kemp och Shelley Levinson - Couples and Robbers – Christine Oestreicher - First Winter – John N. Smith | - Crac – Frédéric Back - The Creation – Will Vinton - The Tender Tale of Cinderella Penguin – Janet Perlman |
| Bästa filmmusik | Bästa sång |
| - Triumfens ögonblick – Vangelis - Drakdödaren – Alex North - Sista sommaren – Dave Grusin - Ragtime – Randy Newman - Jakten på den försvunna skatten – John Williams | - "Arthur's Theme (Best That You Can Do)" från En brud för mycket – Musik och Text av Burt Bacharach, Carole Bayer Sager, Christopher Cross och Peter Allen - "Endless Love" från Kärlek utan gräns – Musik och Text av Lionel Richie - "The First Time It Happens" från Mupparnas nya äventyr – Musik och Text av Joe Raposo - "For Your Eyes Only" från Ur dödlig synvinkel – Musik av Bill Conti; Text av Michael Leeson - "One More Hour" från Ragtime – Musik och Text av Randy Newman |
| Bästa scenografi | Bästa foto |
| - Jakten på den försvunna skatten – Norman Reynolds, Leslie Dilley och Michael Ford - Den franske löjtnantens kvinna – Assheton Gorton och Ann Mollo - Heaven's Gate – Tambi Larsen och James L. Berkey - Ragtime – John Graysmark, Patrizia von Brandenstein, Tony Reading, George DeTitta Sr., George DeTitta Jr. och Peter Howitt - Reds – Richard Sylbert och Michael Seirton | - Reds – Vittorio Storaro - Excalibur – Alex Thomson - Sista sommaren – Billy Williams - Ragtime – Miroslav Ondříček - Jakten på den försvunna skatten – Douglas Slocombe |
| Bästa smink | Bästa kostym |
| - En amerikansk varulv i London – Rick Baker - Heartbeeps – Stan Winston | - Triumfens ögonblick – Milena Canonero - Den franske löjtnantens kvinna – Tom Rand - Pennies from Heaven – Bob Mackie - Ragtime – Anna Hill Johnstone - Reds – Shirley Russell |
| Bästa klippning | Bästa specialeffekter |
| - Jakten på den försvunna skatten – Michael Kahn - Triumfens ögonblick – Terry Rawlings - Den franske löjtnantens kvinna – John Bloom - Sista sommaren – Robert L. Wolfe - Reds – Dede Allen och Craig McKay | - Jakten på den försvunna skatten – Richard Edlund, Kit West, Bruce Nicholson och Joe Johnston - Drakdödaren – Dennis Muren, Phil Tippett, Ken Ralston och Brian Johnson |

### Heders-Oscar
- Barbara Stanwyck

### Jean Hersholt Humanitarian Award
- Danny Kaye

### Irving G. Thalberg Memorial Award
- Albert R. Broccoli

### Gordon E. Sawyer Award
- Joseph Walker

### Special Achievement-Oscar
- Ben Burtt och Richard L. Anderson för ljudeffektsredigeringen i Jakten på den försvunna skatten

### Filmer med flera nomineringar
- 12 nomineringar: Reds
- 10 nomineringar: Sista sommaren
- 8 nomineringar: Jakten på den försvunna skatten och Ragtime
- 7 nomineringar: Triumfens ögonblick
- 5 nomineringar: Atlantic City, U.S.A. och Den franske löjtnantens kvinna
- 4 nomineringar: En brud för mycket
- 3 nomineringar: Bara när jag skrattar, Pennies from Heaven och Utan ont uppsåt
- 2 nomineringar: Drakdödaren

### Filmer med flera vinster
- 4 vinster: Jakten på den försvunna skatten och Triumfens ögonblick
- 3 vinster: Reds och Sista sommaren
- 2 vinster: En brud för mycket

### Sveriges bidrag
Sverige skickade in Barnens ö till galan som det svenska bidraget för priset i kategorin Bästa icke-engelskspråkiga film. Den blev inte nominerad.